# Felsberg (Svizzera)
Felsberg (toponimo tedesco; in romancio Favugn ; in italiano Fagogno o Favonio, desueti) è un comune svizzero di 2 589 abitanti del Canton Grigioni, nella regione Imboden.

## Storia
Da Felsberg, in epoca romana, passava la via Spluga, strada romana che metteva in comunicazione Milano con Lindau passando dal passo dello Spluga. Nel 1843 Felsberg fu colpito da una rovinosa frana e il poeta Conradin de Flugi gli dedicò una raccolta di poesie, Alchünas Rimas Romaunschas, in lingua romancia. In seguito alla serie di frane avvenuta tra il 1832 e il 1850, un quartiere nuovo fu edificato in altra posizione, meno pericolosa, denominato Neu-Felsberg o Neudorf, ma ha continuato a essere abitato anche l'originario paese che ha preso il nome di Altdorf.

## Monumenti e luoghi d'interesse
- Chiesa riformata (già chiesa cattolica di San Tommaso), attestata dal 1305 e ricostruita all'inizio del XVI secolo[1].

## Società

### Evoluzione demografica
L'evoluzione demografica è riportata nella seguente tabella:
Abitanti censiti

## Infrastrutture e trasporti

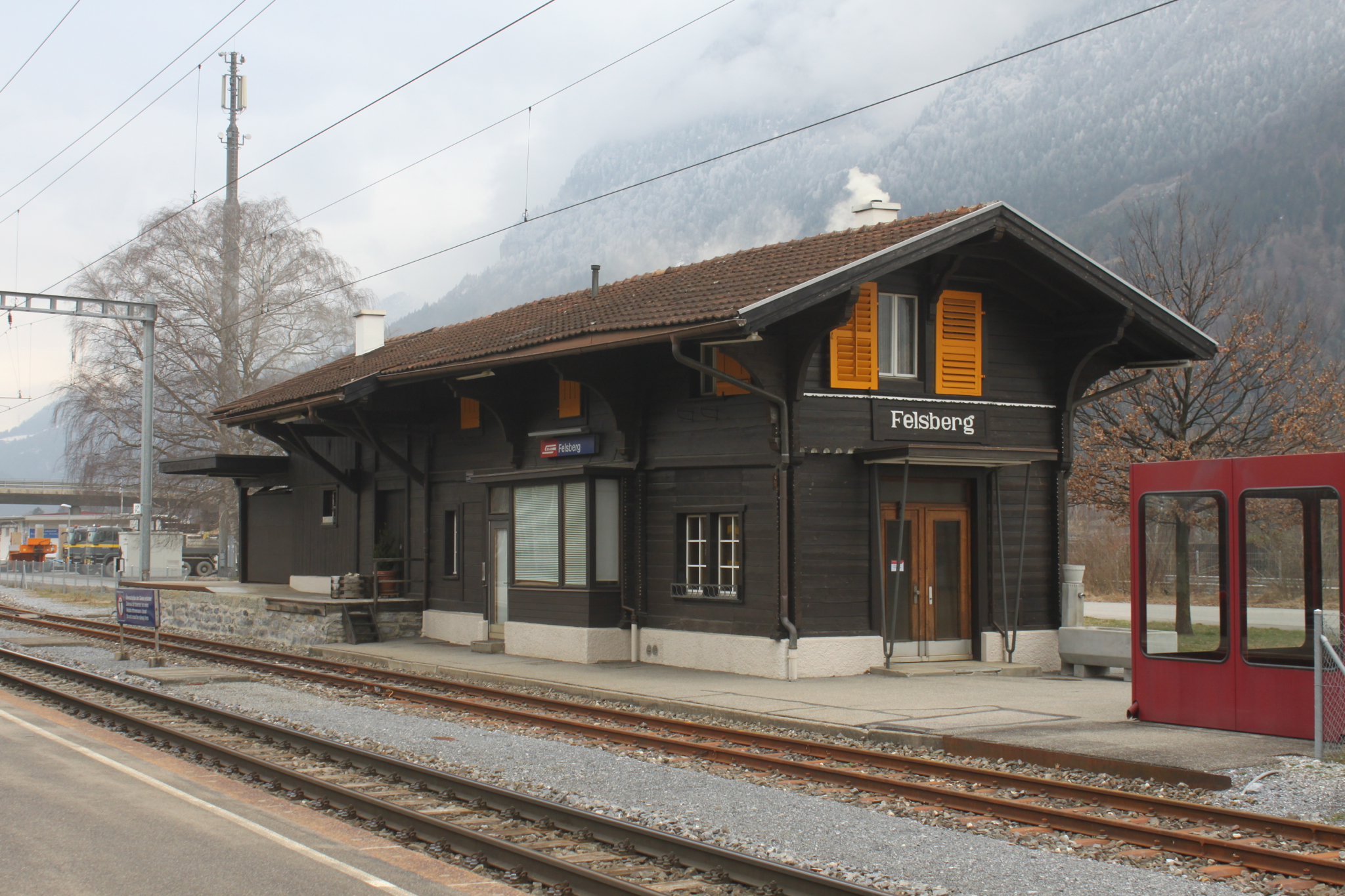
La stazione di Felsberg

Felsberg è servito dalla stazione ferroviaria omonima della ferrovia Landquart-Coira-Thusis.

## Amministrazione
Ogni famiglia originaria del luogo fa parte del comune patriziale e ha la responsabilità della manutenzione di ogni bene ricadente all'interno dei confini del comune.